# Archipel des Perles
L’archipel des Perles (Las Perlas en espagnol) est situé sur la côte pacifique du Panama, dans le golfe de Panama. Il est formé de plus de deux cents îles et îlots, dont la plus grande terre est la Isla del Rey (littéralement l'Île du Roi). 

## Géographie
L'archipel comporte de superbes plages et des fonds sous-marins coralliens de toute beauté. On n'y trouve plus de perles, mais les eaux sont riches en poissons. Entre juillet et septembre, on peut y voir des baleines à bosse. L'archipel a deux saisons, l'une sèche qui s'étend de décembre à avril, le reste de l'année est très pluvieux. 

## Histoire
Il doit son nom à l’exploitation au XVIe siècle, par les Espagnols des nombreuses perles naturelles, de petite taille, que pêchaient les Amérindiens dans les bancs d’huîtres et qui tapissaient les fonds marins. Les Espagnols les ont découvertes grâce aux parures que portaient les Indiennes.
Durant quelques années, avant 1530, la production a atteint une valeur de 800 000 piastres. Ces perles étaient les plus connues en Europe. 
Le pirate britannique John Oxenham y a vécu quelque temps en 1577, après avoir traversé à pied et en canot l’isthme de Panama avec Juan Vaquero, roi des noirs marrons et accompagnés 50 Anglais et 200 Marrons de la palenque Ronconcholon.

## Population et transport
L'archipel est accessible à partir d'un vol intérieur entre Panama et l'île Contadora (en) en 20 minutes de vol. 
La population est concentrée dans les îles du sud de l'archipel. Les autres îles sont très peu peuplées, les villages se cantonnent sur Pedro Gonzales et Isla del Rey et le reste des îles reste sauvage. 